# Accedit
Accedit, tzw. klocek wydawniczy – dwa lub więcej dzieła wydane drukiem we wspólnej oprawie introligatorskiej (czyli w postaci kartek objętych wspólną okładką), które są opracowane wydawniczo, a przez to wspólnie noszą cechy pojedynczego wydawnictwa samoistnego, i co za tym idzie, są traktowane jako pojedyncza pozycja katalogowa.
Aby można było mówić o accedicie, publikacja powinna posiadać pewne elementy wspólne dla wszystkich umieszczonych w niej dzieł, jak np. wspólna karta tytułowa, spis zawartości publikacji, a także inne wspólne elementy, np. nota od wydawcy, cena, stopka wydawnicza, stopka drukarska itp.
Jeżeli publikacja tego typu nie posiada opracowania wydawniczego, a jest tylko współoprawnym zbiorem wydawnictw samoistnych, to jest to adligat.